# Abriesa derna
Abriesa derna är en fjärilsart som beskrevs av Swinhoe 1900. Abriesa derna ingår i släktet Abriesa och familjen nattflyn. Inga underarter finns listade i Catalogue of Life.